# Dobje, Grosuplje
Dobje este o localitate din comuna Grosuplje, Slovenia, cu o populație de 22 de locuitori.